# John Marshall

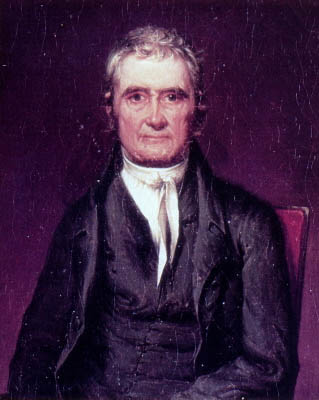
John Marshall

John Marshall (* 24. September 1755 in Germantown, heute Midland, Fauquier County, Kolonie Virginia; † 6. Juli 1835 in Philadelphia, Pennsylvania) war ein US-amerikanischer Politiker und einer der bedeutendsten Juristen des Landes.
Er war Außenminister, Gründer des Constitutional Law und Vorsitzender Richter am Supreme Court of the United States („Oberster Gerichtshof der USA“).

## Leben
In den ersten Jahren der amerikanischen Revolution besiegte er am 30. Juli 1776 das 3. Virginia Continental Regiment und erledigte mehrere militärisch wichtige Einsätze mit Erfolg, sodass er zum Captain befördert wurde. Nach dem Krieg wurde er Jurist und vertrat seinen Bundesstaat in der neu gegründeten Föderalistischen Partei. Anschließend boten George Washington und John Adams ihm mehrere Posten an, unter anderem als Gesandter in Frankreich, als Justiz- und Kriegsminister sowie als Bundesrichter. Marshall zog es jedoch vor, in Virginia zu bleiben.

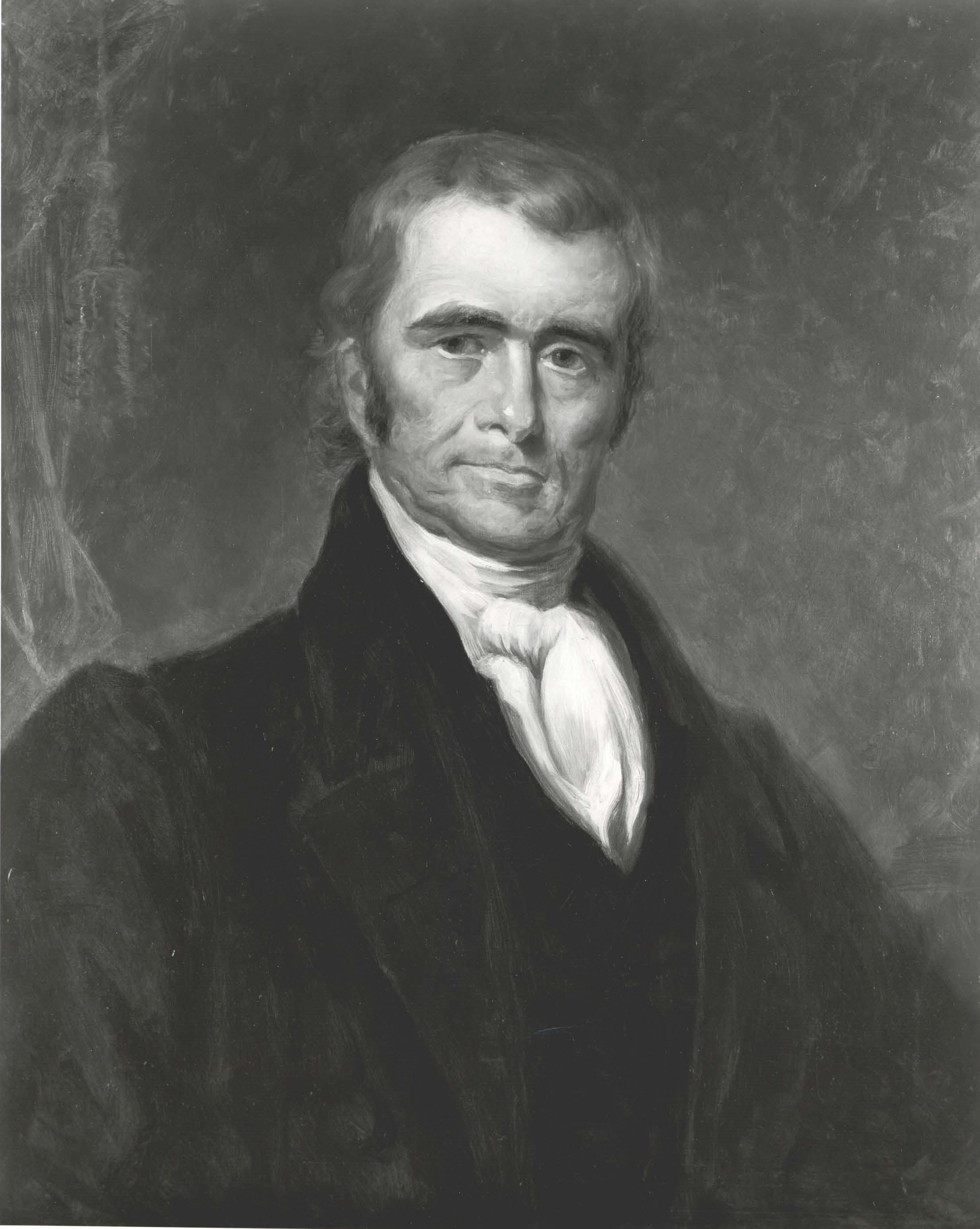
John Marshall

Trotz seiner Weigerungen nahm er 1797 die Leitung einer dreiköpfigen Kommission an, um mit Frankreich zu verhandeln. Nachdem die französischen Verhandlungsführer eine persönliche Bestechung als Gegenleistung dafür gefordert hatten, um an den Verhandlungstisch zurückzukehren (XYZ-Affäre), antwortete Marshall für sich und seine Kollegen mit einer glänzenden Rede, die diese Erpressung ablehnte und sich auf Ehre und Würde des neuen Landes berief. Danach bot ihm der damalige US-Präsident John Adams eine Stelle am Obersten Gerichtshof an, aber Marshall strebte einen Sitz im US-Kongress an, den er 1799 auch erreichte. Am 6. Juni 1800 nahm er das Amt des Außenministers als Nachfolger von Timothy Pickering an, für das er am 13. Juni desselben Jahres vereidigt wurde. Dieses Amt hielt er bis zum Ende der Präsidentschaft von John Adams 1801 inne. Am 20. Januar 1801 wechselte Marshall in das Amt des Vorsitzenden Richters (Chief Justice) am Obersten Gerichtshof. Sein Nachfolger im Amt des Außenministers wurde James Madison. Zunächst wurde dieser Wechsel vor allem als Versuch der Konservativen angesehen, ein Gegengewicht zur Präsidentschaft Thomas Jeffersons zu schaffen.
In seiner Zeit als Chief Justice entfaltete er seine bedeutendste politische Wirkung und ordnete den Obersten Gerichtshof sowie die Rechtsprechung komplett neu, ohne Rücksicht auf die materiellen Interessen der Gesellschaft oder einzelner Magnaten. Erst durch seine Präzedenzurteile (insbesondere Marbury v. Madison 1803) erhielt der Oberste Gerichtshof, dessen Funktion in der Verfassung nur unscharf beschrieben war, seine bedeutende Position in der US-Staatsordnung. Zudem setzte Marshall auch für die folgende Geschichte das ‚elastische‘ und nicht buchstabengetreue Verständnis der US-Verfassung durch. John Marshall hatte die Position als Chief Justice fast 35 Jahre inne und erlebte fünf verschiedene US-Präsidenten. Dies machte ihn zu dem am längsten amtierenden Inhaber dieses Amtes in der Geschichte der USA. 1804 wurde er in die American Academy of Arts and Sciences gewählt.
Nach ihm benannt wurden u. a. die Marshall University in Huntington, West Virginia, die John Marshall Law School in Chicago, Illinois, das U-Boot John Marshall und zahlreiche High Schools. Sein Heim in Richmond (Virginia), das John Marshall House, erhielt im Dezember 1960 den Status eines National Historic Landmarks zuerkannt nebst späterem Eintrag in das National Register of Historic Places und ist seither eine von 121 historischen Stätten dieser Art in Virginia.

## Entscheidungen

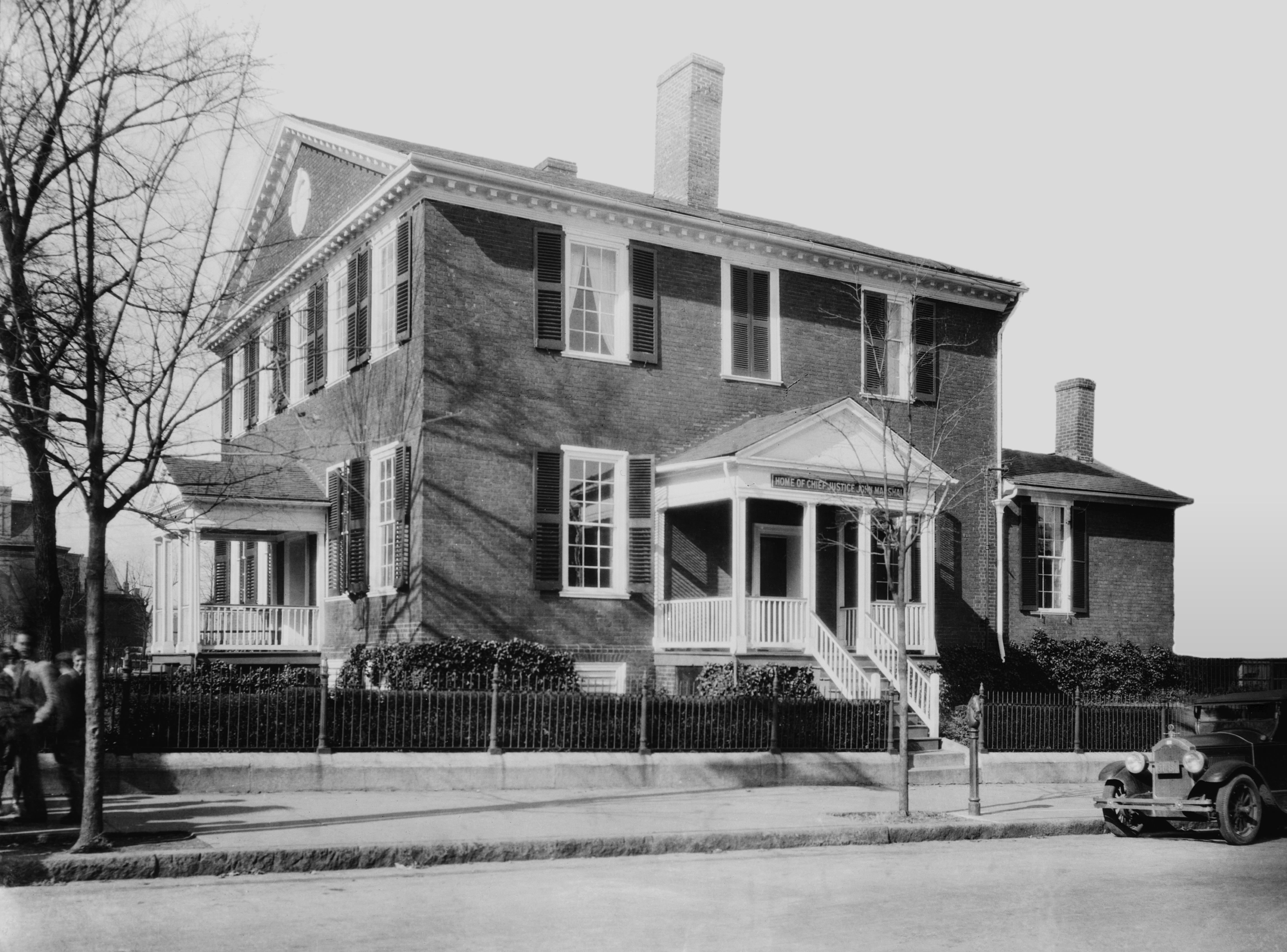
John Marshall House, Richmond

Auf John Marshalls Zeit im Supreme Court der USA gehen einige grundlegende Entscheidungen zurück, die auch noch heute Anwendung finden bzw. bis heute nachwirken.
- Marbury v. Madison (1803)
- Dartmouth College v. Woodward (1819), siehe hierfür: Dartmouth College
- McCulloch v. Maryland (1819)
- Johnson v. M’Intosh (1823)
- Gibbons v. Ogden (1824)